# Ukamenia sapporensis
Ukamenia sapporensis är en fjärilsart som beskrevs av Matsumura 1931. Ukamenia sapporensis ingår i släktet Ukamenia och familjen vecklare. Inga underarter finns listade i Catalogue of Life.